# Claudio Movilla
Claudio Movilla Álvarez (Castro Caldelas, Orense, 3 de abril de 1931-Mompía, Cantabria 28 de agosto de 1998) fue un juez español.

## Biografía
Estaba casado en segundas nupcias con Elisa Polanco, con quien tuvo una hija. De su matrimonio anterior tuvo otros tres hijos. Falleció en una clínica de Santa Cruz de Bezana, cerca de Santander, víctima de un cáncer, a los sesenta y siete años de edad.

## Trayectoria
Ingresó en la carrera fiscal en 1960 y fue destinado a Santander (1962). Expedientado por sus ideas políticas en 1966, tras la publicación de dos artículos de opinión en favor de la democracia, se le propuso el traslado a Pamplona o el retorno a la carrera de abogado. Ejerció durante unos años como abogado en Santander, hasta que regresó a la carrera fiscal, como fiscal de Pontevedra. Posteriormente accedió al cargo de juez, a través de las oposiciones a magistrado especialista de la contencioso administrativo, en 1972. Su primer destino como Magistrado fue en la Sala de lo Contencioso-administrativo de la Audiencia Territorial de La Coruña. En 1984 dictó la primera sentencia en gallego de la época moderna. 

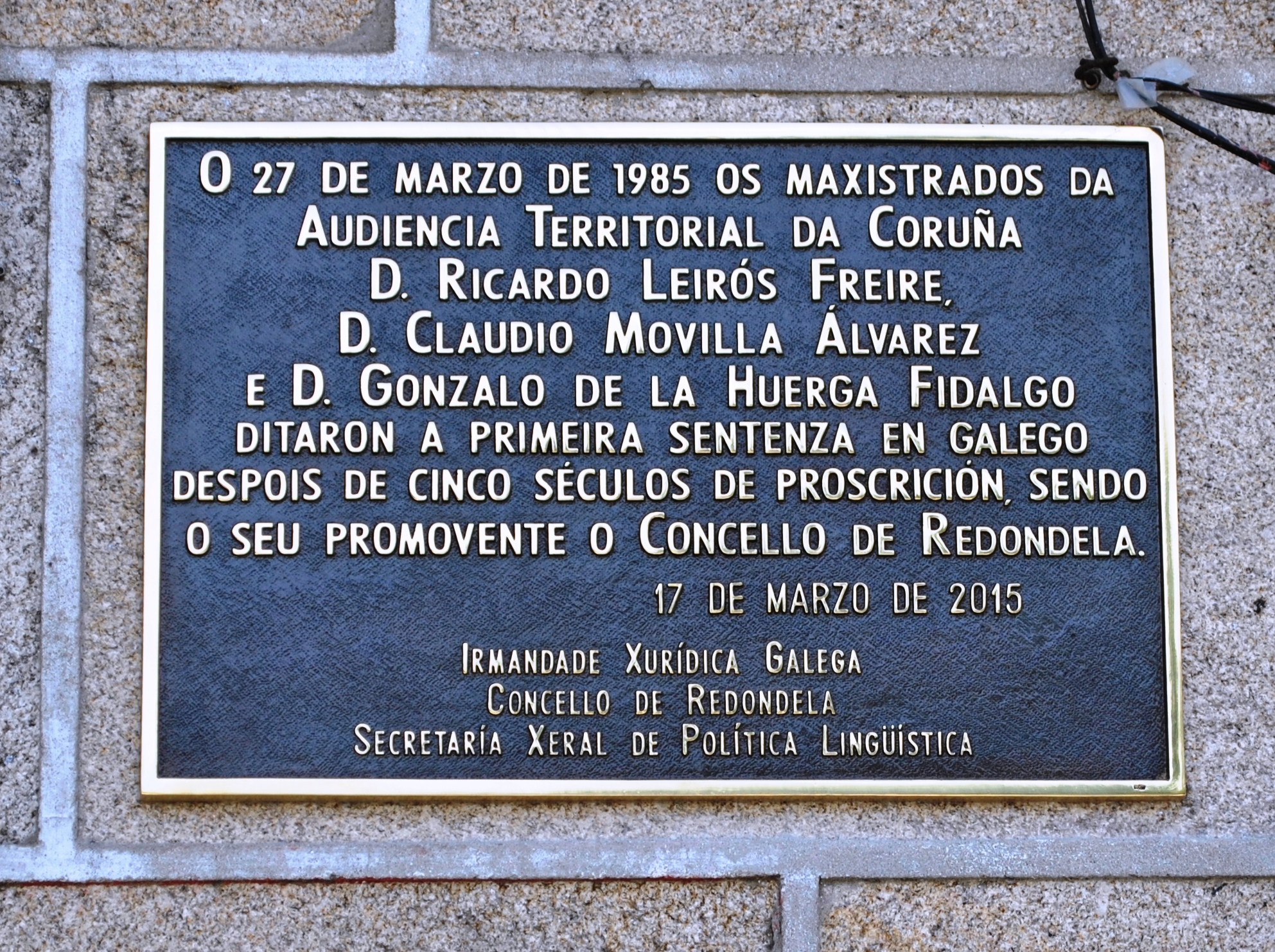
A Leirós, Movilla e Huerga en Redondela.

En 1986 fue elegido presidente de la sala de lo contencioso administrativo de la Audiencia coruñesa, y en 1987 fue nombrado presidente de la Audiencia Territorial de Sevilla, por el Consejo General del Poder Judicial, lo que provocó las críticas de los sectores más conservadores de la magistratura. En 1989 fue nombrado presidente del Tribunal Superior de Justicia de Cantabria, puesto que ejerció durante casi una década, y donde se ocupó del juicio al presidente de esa comunidad autónoma, Juan Hormaechea. En 1997 fue nombrado magistrado del Tribunal Supremo.
Militante de Justicia Democrática, una organización clandestina de los tiempos de la dictadura, fue presidente del Ateneo de la Coruña a partir de 1980. También fue miembro de Jueces para la Democracia. Colaboraba en el diario La Voz de Galicia como articulista de opinión.